# Joanna Maria Rybczyńska

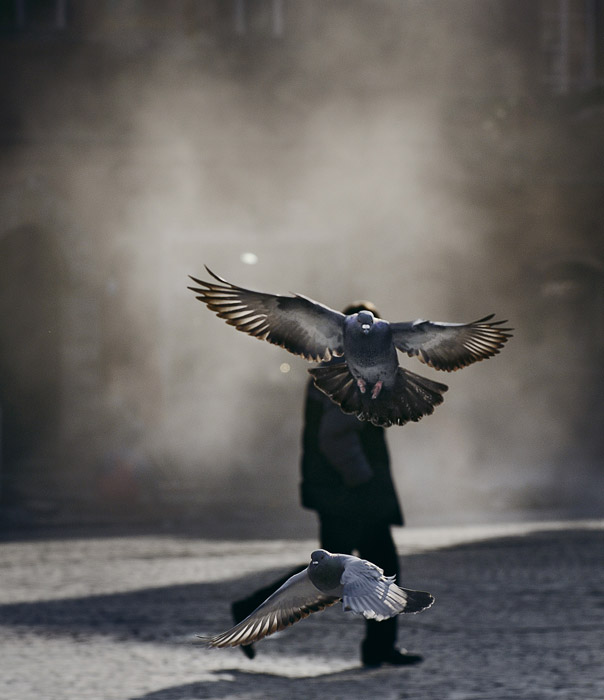
Joanna Maria Rybczyńska – Uskrzydlony (fotografia 2008)

Joanna Maria Rybczyńska (ur. 24 września 1960 w Pruszkowie, zm. 29 grudnia 2014) – polska malarka współczesna, polska artystka fotograf uhonorowana tytułami Artiste FIAP (AFIAP) oraz Excellence FIAP (EFIAP). Członkini i Artysta Fotoklubu Rzeczypospolitej Polskiej Stowarzyszenia Twórców (AFRP). Członkini Zarządu Fotoklubu RP.

## Życiorys
Joanna Maria Rybczyńska związana z warszawskim środowiskiem fotograficznym – mieszkała, pracowała, tworzyła w Warszawie. W latach 1979–1981 pracowała jako plastyk i grafik w Niemieckim Instytucie Kultury w Warszawie (obecnie Instytut Goethego). W latach 80. XX wieku była plastykiem i grafikiem w Staromiejskim Domu Kultury w Warszawie. Od 1985 roku skoncentrowała się na malarstwie (malarstwo sztalugowe, akwarela, pastel). Pod koniec lat 80. XX wieku rozpoczęła równolegle twórczość fotograficzną. Od 2003 roku fotografowała w technice cyfrowej, zajmowała się również fotografią otworkową. 
W 2008 roku została przyjęta w poczet członków rzeczywistych Fotoklubu Rzeczypospolitej Polskiej Stowarzyszenia Twórców. Decyzją Komisji Kwalifikacji Zawodowych Fotoklubu RP, otrzymała dyplom potwierdzający kwalifikacje do wykonywania zawodu artysty fotografa, fotografika (legitymacja nr 234). Na III Walnym Zjeździe członków rzeczywistych, w 2009 roku powierzono jej funkcję sekretarza Zarządu Krajowego Fotoklubu RP. W 2009 roku zaprojektowała i redagowała (do 2012) oficjalną witrynę internetową Fotoklubu Rzeczypospolitej Polskiej. W 2010 roku otrzymała tytuł Artiste FIAP (AFIAP) oraz w 2011 roku tytuł Excellence FIAP (EFIAP) – tytuły przyznane przez Międzynarodową Federację Sztuki Fotograficznej FIAP, z siedzibą w Luksemburgu.
Joanna Maria Rybczyńska była żoną fotoreportera Andrzeja Rybczyńskiego, pracującego dla Centralnej Agencji Fotograficznej oraz dla Polskiej Agencji Prasowej.

## Twórczość
Joannę Marię Rybczyńską interesowało wiele tematów – od architektury i pejzażu, po tematykę związaną bezpośrednio z człowiekiem, w tym także portret. Nie stroni też od obrazów abstrakcyjnych w malarstwie, jak i od fotografii abstrahującej. Jednak pośród wszystkich przedmiotów jej działań, tematy związane z człowiekiem, jego egzystencją, a jeszcze bardziej – przeżyciami wewnętrznymi – były dla niej najbardziej pociągające.
Kładła nacisk na indywidualną interpretację zagadnień. Każdy składnik czynności tworzenia, a nawet każdy szczegół w obrazie, wspierał zamysł dotyczący całości – czy to na zasadzie współdziałania, czy też na zasadzie kontrastu. W jej obrazach każdy element spełnia jakąś, przydzieloną mu przez artystkę, symboliczna rolę. Wiąże i harmonizuje użyte rozwiązania formalne z koncepcją idei jakie chce przekazać, nie stroniąc od zastosowania przy tym pewnych działań związanych z eksperymentem.
Joanna Maria Rybczyńska starała się uniknąć jednoznacznego przedstawiania tematów, pozostawiając odbiorcy możliwość uruchomienia własnej wyobraźni i osobistej interpretacji jej obrazów malarskich i fotograficznych. W efektach jej działań znajdują się elementy napięcia, cechy wieloznaczności oraz tajemniczy, trochę magiczny klimat. Tak konstruowana twórczość nie jest gestem kokieterii skierowanym do odbiorcy, lecz chęcią pokazania świata takim jakim go postrzega – dziwnym, pełnym zagadek i tajemnic, które mimo upływu lat – wciąż są dla niej nieodgadnione.
- Fragment relacji Portalu Rynku Sztuki – artinfo.pl z wystawy fotografii Joanny Marii Rybczyńskiej w Galerii Sztuki Zapiecek (Warszawa 2009)

Pierwsze, co uderza w wystawionych pracach fotograficznych to ich plastyczność. Widać w nich wyraźnie malarską poetykę, która nie dziwi u artystki, która swoją drogę twórczą zaczynała posługując się właśnie malarstwem. Również pośród wrażeń gości zaproszonych na wernisaż przewijała się opinia, że wystawione prace wyglądają jak obrazy.
Tyle, że zdjęcia te nie aspirują do malarstwa, jak to bywało wśród piktorialistów, ich siła tkwi właśnie w tym, że są fotografiami. 

- Fragment recenzji twórczości Joanny Marii Rybczyńskiej napisanej przez Zbigniewa Pindora, historyka sztuki, w katalogu wystawy Jedno Mgnienie, Galeria van Golik (Warszawa 2009)

Joanna Maria Rybczyńska to artystka o wielkiej wrażliwości wizualnej. Malarstwo i fotografia to zasadnicze dziedziny jej twórczości. Stwarzają okazję do ciągłego eksperymentowania, szukania nowych możliwości ekspresji w tych tak dwóch różnych dziedzinach sztuki. [...]
Rybczyńska umiejętnie dobiera środki ekspresji, by spotęgować plastyczny wyraz, udokumentować drogę prowadzącą do ostatecznego efektu, na który składają się wzruszenie, pasja i spontaniczność. Niektóre prace stwarzają wrażenie pochodzenia z innego świata, świata wrażliwości autorki. Każda kreacja zawiera w sobie tajemnicę, odpowiednio stonowaną dozę mistyki, głębi duchowej i estetycznego przeżycia. Kreuje ona światy, w których widz może zanurzyć się, kierując się własną intuicją i zdolnością do osobistego przeżywania artystycznego przekazu. Bowiem prace Rybczyńskiej są wyjątkowe, jeśli chodzi o możliwości interpretacji. Niezależnie od tematu, czy jest to pejzaż czy człowiek, martwa natura lub kompozycja abstrakcyjna.
Te fotografie to zaproszenie do podróży po świecie wyobraźni, w którym każdy może być pełnoprawnym twórcą.

## Malarstwo
Jej malarstwo można było oglądać na wystawach indywidualnych w Warszawie (Galeria Brama 2001, Galeria Brama 2002, Wiśniowy Business Park 2002) oraz na prestiżowych Międzynarodowych Wystawach Współczesnych Pastelistów Europejskich Europastel we Włoszech (2002) i Rosji (2003) – odbywających się pod patronatem UNESCO. 
Wiele prac artystki znajduje się w zbiorach prywatnych w kraju i za granicą (m.in. w Austrii, Kanadzie, Niemczech, Stanach Zjednoczonych, Szwecji).

## Fotografia
Fotografie eksponowane były w Warszawie na wystawach indywidualnych (Teatr Ochoty 2004, Galeria Van Golik 2009, Galeria Sztuki Zapiecek 2009) oraz na wielu zbiorowych wystawach krajowych, a także poza granicami kraju – na międzynarodowych salonach fotografii artystycznej w USA, Argentynie, Kanadzie, Australii, Chinach, Republice Południowej Afryki, Indiach oraz 20 krajach Europy. Ogółem w latach 2006–2010 jej fotografie wzięły udział w ponad 100 wystawach zbiorowych, a jej nazwisko znalazło się w PSA Who's Who in Photography w roku 2008, 2009 oraz 2010. 
W 2010 otrzymała od Photographic Society of America prestiżowe zaproszenie do wzięcia udziału w projekcie Top's in Photography, którego celem jest propagowanie w USA fotografii na najwyższym poziomie. Fotografie Joanny Marii Rybczyńskiej wystawiane były na aukcjach fotografii kolekcjonerskiej Domu Aukcyjnego Rempex. Jej prace znajdują się m.in. w zbiorach Musée de l'Elysee w Lozannie (Szwajcaria).

## Odznaczenia
- Złoty Medal „Za Fotograficzną Twórczość” (2012)[2][14]

## Nagrody (wybór)
- Złoty Medal (Gold Medal for Best in Class), 96th Southampton International Exhibition of Photography (Wielka Brytania 2009)
- Złoty Medal, The Al-Thani Award For Photography 2008 (Katar, Austria 2009)
- Złoty Medal, 1st International Photography Exhibition Stara Planina 2008 (Serbia 2008)
- Złoty Medal, 32nd Zagreb Salon The International Exhibition of Photography (Chorwacja 2008)
- Złoty Medal Związku Fotografików Serbskich (FSS Gold Medal), International Fair of Photography Bor 2008 (Serbia 2008)
- II Nagroda dla najlepszego autora fotografii kreatywnej, ISO 2010 International Sillian Organisation (Belgia 2010)
- Srebrny Medal, 1st International Photography Exhibition Portrait 2011 (Serbia 2011)
- Srebrny Medal „Za Fotograficzną Twórczość” oraz II Nagroda, Ogólnopolski Konkurs Fotografii (Poznań 2008)
- Brązowy Medal, 1st VNUSPA International Digital Salon 2010 (USA 2010)
- Brązowy Medal, 2nd Finland International Digital Circuit (Finlandia 2010)
- Brązowy Medal, 3rd International Photography Exhibition – Zajecar 2009 (Serbia 2009)
- Nagroda Jury, 6th Swansea City Exhibition of International Photography (Wielka Brytania 2010)
- I Nagroda, Międzynarodowy Salon Martwa natura w fotografii (Częstochowa 2007)
- I Nagroda (Złote Szkło), Otwarte Mistrzostwa Fotograficzne (Olsztyn 2006)

Źródło